# Nowozelandzkie odznaczenia
Nowozelandzkie odznaczenia – lista orderów i odznaczeń nowozelandzkich ułożonych w kolejności starszeństwa wraz z niektórymi odznaczeniami brytyjskimi (Nowa Zelandia, jako członek Wspólnoty Narodów, uznaje brytyjskiego panującego za swoją głowę państwa) i kilku organizacji międzynarodowych.
| Baretka | Nazwa polska | Nazwa angielska                                                                        | Skrót                        |
| Nagrody specjalne | Nagrody specjalne                                                                                                   | Nagrody specjalne                                                                      | Nagrody specjalne            |
| --- | --- | -------------------------------------------------------------------------------------- | ---------------------------- |
| Krzyż Wiktorii (Wielka Brytania) | Krzyż Wiktorii dla Nowej Zelandii *                                                                                 | Victoria Cross for New Zealand                                                         | V.C.                         |
| | Krzyż Nowej Zelandii *                                                                                              | New Zealand Cross                                                                      | N.Z.C.                       |
| Krzyż Jerzego (Wielka Brytania) | Krzyż Jerzego | George Cross                                                                           | G.C.                         |
| Ordery rycerskie oraz inne ordery i nagrody | |                                                                                        |                              |
| Order Podwiązki (Wielka Brytania) | Rycerz/Dama Orderu Podwiązki                                                                                        | Knight/Lady of the Garter                                                              | K.G./L.G.                    |
| Order Ostu (Wielka Brytania) | Rycerz/Dama Orderu Ostu                                                                                             | Knight/Lady of the Thistle                                                             | K.T./L.T.                    |
| Krzyż Wielki Orderu Łaźni (Wielka Brytania) | Rycerz/Dama Krzyża Wielkiego Orderu Łaźni                                                                           | Knight/Dame Grand Cross of the Order of the Bath                                       | G.C.B.                       |
| Order Zasługi (Wielka Brytania) | Członek Orderu Zasługi                                                                                              | Member of the Order of Merit                                                           | O.M.                         |
| | Członek Orderu Nowej Zelandii *                                                                                     | Member of The Order of New Zealand                                                     | O.N.Z.                       |
| | Odznaka Baroneta | Baronet’s Badge                                                                        | Bt./Bart.                    |
| | Rycerz/Dama Wielki Towarzysz i Główny Towarzysz Orderu Nowozelandzkiego Zasługi *                                   | Knight/Dame Grand Companion and Principal Companion of The New Zealand Order of Merit  | G.N.Z.M./P.C.N.Z.M.          |
| Krzyż Wielki Orderu Św. Michała i Św. Jerzego (Wielka Brytania)                                                                                          | Rycerz/Dama Krzyża Wielkiego Orderu św. Michała i św. Jerzego                                                       | Knight/Dame Grand Cross of the Order of St Michael and St George                       | G.C.M.G.                     |
| Kawaler Krzyża Wielkiego Orderu Królewskiego Wiktoriańskiego (GCVO)                                                                                      | Rycerz/Dama Krzyża Wielkiego Orderu Królewskiego Wiktoriańskiego                                                    | Knight/Dame Grand Cross of the Royal Victorian Order                                   | G.C.V.O.                     |
| Krzyż Wielki Orderu Imperium Brytyjskiego od 1936 (wojskowy)                                                                                             | Rycerz/Dama Krzyża Wielkiego Orderu Imperium Brytyjskiego – wojskowy                                                | Knight/Dame Grand Cross of the Order of the British Empire – military                  | G.B.E.                       |
| Krzyż Wielki Orderu Imperium Brytyjskiego od 1936 (cywilny)                                                                                              | Rycerz/Dama Krzyża Wielkiego Orderu Imperium Brytyjskiego – cywilny                                                 | Knight/Dame Grand Cross of the Order of the British Empire – civil                     | G.B.E.                       |
| Order Towarzyszy Honoru (Wielka Brytania) | Towarzysz Honoru | Companion of Honour                                                                    | C.H.                         |
| | Rycerz/Dama Towarzysz i Wybitny Towarzysz Orderu Nowozelandzkiego Zasługi *                                         | Knight or Dame Companion and Distinguished Companion of The New Zealand Order of Merit | K.N.Z.M./D.N.Z.M./D.C.N.Z.M. |
| Krzyż Komandorski z Gwiazdą Orderu Łaźni (Wielka Brytania)                                                                                               | Kawaler/Dama Komandor Orderu Łaźni                                                                                  | Knight/Dame Commander of the Order of the Bath                                         | K.C.B./D.C.B.                |
| Krzyż Wielki Orderu Św. Michała i Św. Jerzego (Wielka Brytania)                                                                                          | Kawaler/Dama Komandor Orderu św. Michała i św. Jerzego                                                              | Knight/Dame Commander of the Order of St Michael and St George                         | K.C.M.G./D.C.M.G.            |
| Kawaler Krzyża Wielkiego Orderu Królewskiego Wiktoriańskiego (GCVO)                                                                                      | Kawaler/Dama Komandor Orderu Królewskiego Wiktoriańskiego                                                           | Knight/Dame Commander of the Royal Victorian Order                                     | K.C.V.O./D.C.V.O.            |
| Kawaler Komandor Orderu Imperium Brytyjskiego od 1936 (wojskowy)                                                                                         | Kawaler/Dama Komandor Orderu Imperium Brytyjskiego – wojskowy                                                       | Knight/Dame Commander of the Order of the British Empire – military                    | K.B.E./D.B.E.                |
| Kawaler Komandor Orderu Imperium Brytyjskiego od 1936 (cywilny)                                                                                          | Kawaler/Dama Komandor Orderu Imperium Brytyjskiego – cywilny                                                        | Knight/Dame Commander of the Order of the British Empire – civil                       | K.B.E./D.B.E.                |
| | Rycerz Kawaler | Knight Bachelor                                                                        |                              |
| | Towarzysz Orderu Nowozelandzkiego Zasługi *                                                                         | Companion of The New Zealand Order of Merit                                            | C.N.Z.M.                     |
| Krzyż Komandorski z Gwiazdą Orderu Łaźni (Wielka Brytania)                                                                                               | Towarzysz Orderu Łaźni                                                                                              | Companion of the Order of the Bath                                                     | C.B.                         |
| Krzyż Wielki Orderu Św. Michała i Św. Jerzego (Wielka Brytania)                                                                                          | Towarzysz Orderu św. Michała i św. Jerzego                                                                          | Companion of the Order of St Michael and St George                                     | C.M.G.                       |
| Kawaler Krzyża Wielkiego Orderu Królewskiego Wiktoriańskiego (GCVO)                                                                                      | Komandor Orderu Królewskiego Wiktoriańskiego                                                                        | Commander of the Royal Victorian Order                                                 | C.V.O.                       |
| Kawaler Komandor Orderu Imperium Brytyjskiego od 1936 (wojskowy)                                                                                         | Komandor Orderu Imperium Brytyjskiego – wojskowy                                                                    | Commander of the Order of the British Empire – military                                | C.B.E.                       |
| Kawaler Komandor Orderu Imperium Brytyjskiego od 1936 (cywilny)                                                                                          | Komandor Orderu Imperium Brytyjskiego – cywilny                                                                     | Commander of the Order of the British Empire – civil                                   | C.B.E.                       |
| | Gwiazda Nowozelandzka Dzielności *                                                                                  | New Zealand Gallantry Star                                                             | N.Z.G.S.                     |
| | Gwiazda Nowozelandzka Odwagi *                                                                                      | New Zealand Bravery Star                                                               | N.Z.B.S.                     |
| Order Wybitnej Służby (Wielka Brytania) | Towarzysz Orderu Wybitniej Służby                                                                                   | Companion of the Distinguished Service Order                                           | D.S.O.                       |
| Porucznik Orderu Królewskiego Wiktoriańskiego (LVO) | Porucznik Orderu Królewskiego Wiktoriańskiego                                                                       | Lieutenant of the Royal Victorian Order                                                | L.V.O.                       |
| | Towarzysz Orderu Służby Królowej *                                                                                  | Companion of The Queen's Service Order                                                 | Q.S.O.                       |
| | Oficer Orderu Nowozelandzkiego Zasługi *                                                                            | Officer of The New Zealand Order of Merit                                              | O.N.Z.M.                     |
| Oficer Orderu Imperium Brytyjskiego od 1936 (wojskowy)                                                                                                   | Oficer Orderu Imperium Brytyjskiego – wojskowy                                                                      | Officer of the Order of the British Empire – military                                  | O.B.E.                       |
| Oficer Orderu Imperium Brytyjskiego od 1936 (cywilny) | Oficer Orderu Imperium Brytyjskiego – cywilny                                                                       | Officer of the Order of the British Empire – civil                                     | O.B.E.                       |
| | Towarzysz Orderu Służby Imperium (†)                                                                                | Companion of the Imperial Service Order                                                | I.S.O.                       |
| Kawaler Orderu Królewskiego Wiktoriańskiego (MVO) | Kawaler Orderu Królewskiego Wiktoriańskiego                                                                         | Member of the Royal Victorian Order                                                    | M.V.O.                       |
| | Kawaler Orderu Nowozelandzkiego Zasługi *                                                                           | Member of The New Zealand Order of Merit                                               | M.N.Z.M.                     |
| Kawaler Orderu Imperium Brytyjskiego od 1936 (wojskowy)                                                                                                  | Kawaler Orderu Imperium Brytyjskiego – wojskowy                                                                     | Member of the Order of the British Empire – military                                   | M.B.E.                       |
| Kawaler Orderu Imperium Brytyjskiego od 1936 (cywilny)                                                                                                   | Kawaler Orderu Imperium Brytyjskiego – cywilny                                                                      | Member of the Order of the British Empire – civil                                      | M.B.E.                       |
| Odznaczenia | |                                                                                        |                              |
| | Odznaka Nowozelandzka Dzielności *                                                                                  | New Zealand Gallantry Decoration                                                       | N.Z.G.D.                     |
| | Odznaka Nowozelandzka Odwagi *                                                                                      | New Zealand Bravery Decoration                                                         | N.Z.B.D.                     |
| | Krzyż Królewskiego Czerwonego Krzyża (I Klasy lub Członek)                                                          | Royal Red Cross (1st Class or Member)                                                  | R.R.C.                       |
| Krzyż Wybitnej Służby (Wielka Brytania) | Krzyż Wybitnej Służby                                                                                               | Distinguished Service Cross                                                            | D.S.C.                       |
| | Krzyż Wojskowy | Military Cross                                                                         | M.C.                         |
| | Krzyż Wybitnej Służby Lotniczej                                                                                     | Distinguished Flying Cross                                                             | D.F.C.                       |
| | Krzyż Sił Powietrznych                                                                                              | Air Force Cross                                                                        | A.F.C.                       |
| | Krzyż Królewskiego Czerwonego Krzyża (II Klasy lub Stowarzyszony)                                                   | Royal Red Cross (2nd Class or Associate)                                               | A.R.R.C.                     |
| Order św. Jana (sześć klas) | |                                                                                        |                              |
| | Baliw lub Dama Krzyża Wielkiego                                                                                     | Bailiff or Dame Grand Cross                                                            | G.C.St.J.                    |
| | Kawaler lub Dama z Prawa lub Łaski                                                                                  | Knight or Dame of Justice or Grace                                                     | K.St.J./D.St.J.              |
| | Kapelan | Chaplain                                                                               | Ch.St.J.                     |
| | Komandor | Commander                                                                              | C.St.J.                      |
| | Oficer | Officer                                                                                | O.St.J.                      |
| | Członek | Member                                                                                 | M.St.J.                      |
| | Giermek (†) | Esquire                                                                                | Esq.St.J.                    |
| Medale za dzielność i odwagę | |                                                                                        |                              |
| | Medal Wybitnego Zachowania                                                                                          | Distinguished Conduct Medal                                                            | D.C.M.                       |
| | Medal Dzielności Znamienitej                                                                                        | Conspicuous Gallantry Medal                                                            | C.G.M.                       |
| | Medal Jerzego | George Medal                                                                           | G.M.                         |
| | Medal Wybitnej Służby                                                                                               | Distinguished Service Medal                                                            | D.S.M.                       |
| | Medal Wojskowy | Military Medal                                                                         | M.M.                         |
| | Medal Wybitnej Służby Lotniczej                                                                                     | Distinguished Flying Medal                                                             | D.F.M.                       |
| | Medal Sił Powietrznych                                                                                              | Air Force Medal                                                                        | A.F.M.                       |
| | Medal Królowej za Odwagę                                                                                            | Queen's Gallantry Medal                                                                | Q.G.M.                       |
| | Medal Nowozelandzki Dzielności *                                                                                    | New Zealand Gallantry Medal                                                            | N.Z.G.M.                     |
| | Medal Nowozelandzki Odwagi *                                                                                        | New Zealand Bravery Medal                                                              | N.Z.B.M.                     |
| Medale za chwalebną służbę | |                                                                                        |                              |
| | Medal Królewski Wiktoriański                                                                                        | Royal Victorian Medal                                                                  | R.V.M.                       |
| | Medal Służby Królowej *                                                                                             | Queen’s Service Medal                                                                  | Q.S.M.                       |
| | Medal Nowozelandzki Antarktyczny *                                                                                  | New Zealand Antarctic Medal                                                            | N.Z.A.M.                     |
| | Odznaka Nowozelandzka za Wybitną Służbę *                                                                           | New Zealand Distinguished Service Decoration                                           | D.S.D.                       |
| | Medal Imperium Brytyjskiego (wojskowy)                                                                              | British Empire Medal (military)                                                        | B.E.M.                       |
| | Medal Imperium Brytyjskiego (cywilny)                                                                               | British Empire Medal (civil)                                                           | B.E.M.                       |
| | Medal Królowej dla Policji za Wybitną Służbę                                                                        | Queen's Police Medal for Distinguished Service                                         | Q.P.M.                       |
| | Medal Królowej dla Straży Pożarnej za Wybitną Służbę                                                                | Queen's Fire Service Medal for Distinguished Service                                   | Q.F.S.M.                     |
| Medale kampanii (wojennych, operacji i utrzymania pokoju)                                                                                                | |                                                                                        |                              |
| | Gwiazda 1939–1945                                                                                                   | 1939-45 Star                                                                           |                              |
| | Gwiazda Atlantyku                                                                                                   | Atlantic Star                                                                          |                              |
| | Gwiazda Lotniczych Załóg w Europie                                                                                  | Air Crew Europe Star                                                                   |                              |
| | Gwiazda Arktyki | Arctic Star                                                                            |                              |
| | Gwiazda Afryki | Africa Star                                                                            |                              |
| | Gwiazda Pacyfiku | Pacific Star                                                                           |                              |
| | Gwiazda Birmy | Burma Star                                                                             |                              |
| | Gwiazda Italii | Italy Star                                                                             |                              |
| | Gwiazda Francji i Niemiec                                                                                           | France and Germany Star                                                                |                              |
| | Medal Obrony | Defence Medal                                                                          |                              |
| | Medal Wojny 1939–1945                                                                                               | War Medal 1939-45                                                                      |                              |
| | Medal Nowozelandzki Służby Wojennej 1939–1945 *                                                                     | New Zealand War Service Medal 1939-1945                                                |                              |
| | Medal Nowozelandzki Służby Operacyjnej *                                                                            | New Zealand Operational Service Medal                                                  |                              |
| | Medal Nowozelandzki Służby 1946–1949 *                                                                              | New Zealand Service Medal 1946–1949                                                    |                              |
| | Medal Korei (1950-53)                                                                                               | Korea Medal (1950-53)                                                                  |                              |
| | Medal ONZ za Służbę w Korei ***                                                                                     | United Nations Service Medal for Korea                                                 |                              |
| | Medal Służby Ogólnej Morskiej (1915–1962)                                                                           | Naval General Service Medal (1915–1962)                                                |                              |
| | Medal Służby Ogólnej (1918–1962)                                                                                    | General Service Medal (1918–1962)                                                      |                              |
| | Medal Służby Ogólnej 1962                                                                                           | General Service Medal 1962                                                             |                              |
| | Medal Wietnamu (1968) **                                                                                            | Vietnam Medal (1968)                                                                   |                              |
| | Medal Rodezji (1980) **                                                                                             | Rhodesia Medal (1980)                                                                  |                              |
| | Medal Nowozelandzki Służby Ogólnej (1992) – operacje o charakterze wojennym *                                       | New Zealand General Service Medal (1992) – war-like operations                         |                              |
| | Medal Nowozelandzki Służby Ogólnej (1992) – operacje o charakterze pokojowym *                                      | New Zealand General Service Medal (1992) – non-warlike (peacekeeping) operations       |                              |
| | Medal Timoru Wschodniego (2001) *                                                                                   | East Timor Medal (2001)                                                                |                              |
| | Medal Nowozelandzki Służby Ogólnej (2002) – Wyspy Salomona *                                                        | New Zealand General Service Medal (2002) – Solomon Islands                             |                              |
| | Medal Nowozelandzki Służby Ogólnej (2002) – Afganistan (I) *                                                        | New Zealand General Service Medal (2002) – Afghanistan Primary Operations Area         |                              |
| | Medal Nowozelandzki Służby Ogólnej (2002) – Afganistan (II) *                                                       | New Zealand General Service Medal (2002) – Afghanistan Secondary Operations Area       |                              |
| | Medal Nowozelandzki Służby Ogólnej (2002) – Irak 2003 *                                                             | New Zealand General Service Medal (2002) – Iraq 2003                                   |                              |
| | Medal Nowozelandzki Służby Ogólnej (2002) – Timor Wschodni *                                                        | New Zealand General Service Medal (2002) – Timor-Leste                                 |                              |
| | Medal Nowozelandzki Służby Ogólnej (2002) – Korea *                                                                 | New Zealand General Service Medal (2002) – Korea                                       |                              |
| | Medal Nowozelandzki Służby Ogólnej (2002) – Zwalczanie Piractwa *                                                   | New Zealand General Service Medal (2002) – Counter-Piracy                              |                              |
| | Medal Nowozelandzki Służby Ogólnej (2002) – Irak 2015 *                                                             | New Zealand General Service Medal (2002) – Iraq 2015                                   |                              |
| | Medal Nowozelandzki Służby Ogólnej (2002) – Rozszerzony Bliski Wschód *                                             | New Zealand General Service Medal (2002) – Greater Middle East                         |                              |
| różne | medale ONZ, UE i NATO, które uzyskały akceptację władz Nowej Zelandii                                               |                                                                                        |                              |
| | Medal Nowozelandzki Służby Specjalnej – Testy Atomowe (2002) *                                                      | New Zealand Special Service Medal – Nuclear Testing (2002)                             |                              |
| | Medal Nowozelandzki Służby Specjalnej – Azjatyckie Tsunami (2005) *                                                 | New Zealand Special Service Medal – Asian Tsunami (2005)                               |                              |
| | Medal Nowozelandzki Służby Specjalnej – Erebus (2006) *                                                             | New Zealand Special Service Medal – Erebus (2006)                                      |                              |
| | Australijski Medal Sił Międzynarodowych w Timorze Wschodnim ***                                                     | Australian International Force East Timor (INTERFET) Medal                             |                              |
| | Medal Sił Wielonarodowych i Obserwatorów na Synaju (1982) ***                                                       | Medal of the Multi-National Force and Observers (MFO) in the Sinai (1982)              |                              |
| Medale polarne (wg daty otrzymania) | |                                                                                        |                              |
| | Medal Polarny | Polar Medal                                                                            |                              |
| Medale jubileuszowe, koronacyjne i nowozelandzkie pamiątkowe                                                                                             | |                                                                                        |                              |
| | Medal Koronacyjny Króla Jerzego VI                                                                                  | King George VI Coronation Medal                                                        |                              |
| | Medal Koronacyjny Królowej Elżbiety II                                                                              | Queen Elizabeth II Coronation Medal                                                    |                              |
| | Medal Srebrnego Jubileuszu Królowej Elżbiety II                                                                     | Queen Elizabeth II Silver Jubilee Medal                                                |                              |
| | Medal Złotego Jubileuszu Królowej Elżbiety II                                                                       | Queen Elizabeth II Golden Jubilee Medal                                                |                              |
| | Medal Diamentowego Jubileuszu Królowej Elżbiety II                                                                  | Queen Elizabeth II Diamond Jubilee Medal                                               |                              |
| | Medal Nowozelandzki Pamiątkowy 1990 *                                                                               | New Zealand 1990 Commemoration Medal                                                   |                              |
| | Medal Nowozelandzki Stulecia Sufrażystek 1993 *                                                                     | New Zealand Suffrage Centennial Medal 1993                                             |                              |
| Nagrody za zasługi, wydajność i służbę | |                                                                                        |                              |
| | Medal Nowozelandzki za Chwalebną Służbę *                                                                           | New Zealand Meritorious Service Medal                                                  |                              |
| | Medal Nowozelandzkiego Departamentu Obrony za Chwalebną Służbę *                                                    | New Zealand Defence Meritorious Service Medal                                          |                              |
| | Medal Nowozelandzkiej Policji za Chwalebną Służbę *                                                                 | New Zealand Police Meritorious Service Medal                                           |                              |
| | Medal Nowozelandzkiej Służby Publicznej *                                                                           | New Zealand Public Service Medal                                                       |                              |
| | Nagroda Nowozelandzkich Sił Zbrojnych *                                                                             | New Zealand Armed Forces Award                                                         |                              |
| | Medal Nowozelandzkiej Armii za Długoletnią Służbę i Dobre Zachowanie *                                              | New Zealand Army Long Service and Good Conduct Medal                                   |                              |
| | Medal Nowozelandzkiej Marynarki Królewskiej za Długoletnią Służbę i Dobre Zachowanie *                              | Royal New Zealand Navy Long Service and Good Conduct Medal                             |                              |
| | Medal Nowozelandzkich Sił Powietrznych za Długoletnią Służbę i Dobre Zachowanie *                                   | Royal New Zealand Air Force Long Service and Good Conduct Medal                        |                              |
| | Medal Nowozelandzkiej Policji za Długoletnią Służbę i Dobre Zachowanie *                                            | New Zealand Police Long Service and Good Conduct Medal                                 |                              |
| | Medal Nowozelandzkiej Straży Pożarnej za Długoletnią Służbę i Dobre Zachowanie *                                    | New Zealand Fire Brigades Long Service and Good Conduct Medal                          |                              |
| | Medal Nowozelandzkiej Służby Więzienniczej *                                                                        | New Zealand Prison Service Medal                                                       |                              |
| | Medal Nowozelandzkiej Służby Ruchu Drogowego *                                                                      | New Zealand Traffic Service Medal                                                      |                              |
| | Medal Nowozelandzkiej Służby Celnej *                                                                               | New Zealand Customs Service Medal                                                      |                              |
| | Odznaka Nowozelandzka za Wydajność *                                                                                | New Zealand Efficiency Decoration                                                      | E.D.                         |
| | Medal Nowozelandzki za Wydajność *                                                                                  | New Zealand Efficiency Medal                                                           |                              |
| | Odznaka Nowozelandzkiej Rezerwy Królewskiej Marynarki Wojennej *                                                    | Royal New Zealand Naval Reserve Decoration                                             | R.D.                         |
| | Odznaka Nowozelandzkiej Ochotniczej Rezerwy Królewskiej Marynarki Wojennej *                                        | Royal New Zealand Naval Volunteer Reserve Decoration                                   | V.R.D.                       |
| | Medal Nowozelandzkiej Ochotniczej Rezerwy Królewskiej Marynarki Wojennej za Długoletnią Służbę i Dobre Zachowanie * | Royal New Zealand Naval Volunteer Reserve Long Service and Good Conduct Medal          |                              |
| | Nagroda Nowozelandzka za Wydajność Powietrzną *                                                                     | New Zealand Air Efficiency Award                                                       | A.E.                         |
| | Medal Królowej za Mistrzowskie Strzelectwo w Nowozelandzkiej Marynarce Wojennej *                                   | Queen’s Medal for Champion Shots of the New Zealand Naval Forces                       |                              |
| | Medal Królowej za Mistrzowskie Strzelectwo w Siłach Zbrojnych                                                       | Queen’s Medal for Champion Shots of the Military Forces                                |                              |
| | Medal Królowej za Mistrzowskie Strzelectwo w Siłach Powietrznych                                                    | Queen’s Medal for Champion Shots of the Air Forces                                     |                              |
| | Medal Sił Kadetów                                                                                                   | Cadet Forces Medal                                                                     |                              |
| | Medal Nowozelandzki Służby w Departamencie Obrony *                                                                 | New Zealand Defence Service Medal                                                      |                              |
| Medale niepodległości krajów Wspólnoty Narodów (ustanowione przez monarchę, noszone w kolejności otrzymania)                                             | |                                                                                        |                              |
| Medale różne | |                                                                                        |                              |
| | Medal Służby Orderu św. Jana                                                                                        | Service Medal of The Order of St John                                                  |                              |
| Nagrody Wspólnoty Narodów (ustanowione przez monarchę brytyjskiego jako głowę państwa w krajach innych niż Nowa Zelandia i Zjednoczone Królestwo)        | |                                                                                        |                              |
| Inne nagrody Wspólnoty Narodów (ustanowione w tych krajach, których głową państwa nie jest monarcha brytyjski)                                           | |                                                                                        |                              |
| Nagrody zagraniczne (noszone za pozwoleniem monarchy, najpierw ordery, później odznaczenia, a następnie medale, w każdej z kategorii wg daty otrzymania) | |                                                                                        |                              |

* odznaczenie ustanowione przez monarchę i przyznawane przez władze nowozelandzkie

** odznaczenie przyznawane przez władze zarówno nowozelandzkie jak i australijskie

*** odznaczenie przyznawane przez inne kraje lub organizacje międzynarodowe

(†) odznaczenie zniesione lub wygasłe i już nienadawane

## Dodatkowo
| Baretka | Nazwa polska | Nazwa angielska | |
| Nagrody nieuwzględnione w nowozelandzkiej kolejności starszeństwa odznaczeń (noszone na wstążkach medali kampanii lub przeznaczone dla rodzin poległych) | Nagrody nieuwzględnione w nowozelandzkiej kolejności starszeństwa odznaczeń (noszone na wstążkach medali kampanii lub przeznaczone dla rodzin poległych) | Nagrody nieuwzględnione w nowozelandzkiej kolejności starszeństwa odznaczeń (noszone na wstążkach medali kampanii lub przeznaczone dla rodzin poległych) | Nagrody nieuwzględnione w nowozelandzkiej kolejności starszeństwa odznaczeń (noszone na wstążkach medali kampanii lub przeznaczone dla rodzin poległych) |
| --- | --- | --- | --- |
| | Wymienienie w Sprawozdaniu, 1939–1945 | Mentioned in Despatches, 1939–1945 | |
| | Wymienienie w Sprawozdaniu, 1945–1996 | Mentioned in Despatches, 1945–1996 | |
| | cywilna i wojskowa Pochwała Króla za Odważne Zachowanie, 1939–1951                                                                                       | civil and military King's Commendation for Brave Conduct, 1939–1951                                                                                      | |
| | cywilna i wojskowa Pochwała Królowej za Odważne Zachowanie, 1952–1996                                                                                    | civil and military Queen's Commendation for Brave Conduct, 1952–1996                                                                                     | |
| | Pochwała Króla za Wartościową Służbę w Powietrzu, 1939–1951                                                                                              | King’s Commendation for Valuable Service in the Air, 1939–1951                                                                                           | |
| | Pochwała Królowej za Wartościową Służbę w Powietrzu, 1952–1996                                                                                           | Queen’s Commendation for Valuable Service in the Air, 1952–1996                                                                                          | |
| | Krzyż Nowozelandzki Wspomnieniowy | New Zealand Memorial Cross | |